# Пущин, Павел Сергеевич
Павел Сергеевич Пущин (1785—1865) — генерал-лейтенант русской императорской армии, участник наполеоновских войн и подавления Польского восстания 1830 года.

## Биография
Происходил из дворян Новоржевского уезда Псковской губернии, родился в июне 1785 года в Санкт-Петербурге. Его отец, действительный статский советник, обер-прокурор межевого департамента Сената, Сергей Иванович Пущин (1752—18.10.1811), мать — Авдотья Ивановна, урождённая Козлянинова. В августе 1797 года был определен в Пажеский корпус, откуда был выпущен из камер-пажей 4 ноября 1802 года прапорщиком в лейб-гвардии Семёновский полк.
Произведённый 9 августа 1805 года в подпоручики, он вместе с полком последовал в Австрию; 20 ноября участвовал в сражении под Аустерлицем — в известной штыковой атаке семёновцев, и за отличие в бою был награждён орденом Св. Анны 4-й степени.
29 марта 1806 года Пущин вернулся из похода в Петербург, а в декабре был командирован, по Высочайшему повелению, в армию для показания рекрутам экзерциций; в этой командировке он пробыл до 12 декабря 1807 года; 17 августа 1807 года был произведён в поручики.
1 мая 1811 года он был произведён в капитаны, назначен командиром роты; 27 марта 1812 года Пущин ушёл в отпуск на 5 дней, а командиром роты временно был назначен поручик Чичерин.
Принимал участие в Отечественной войне со своим полком, входившим в состав 5-го резервного корпуса 1-й армии. В Бородинском сражении семёновцы терпели страшные потери в продолжение 14 часов от перекрестного огня французов и отразили с барабанным боем неприятельскую кавалерию. За отличие в этом бою Пущин был награждён орденом Св. Владимира 4-й степени с бантом.
6 октября 1812 года он был в ночной экспедиции при Тарутине, 11 октября — при Малоярославце. Перейдя с полком русскую границу, Пущин, произведённый в полковники 20 января 1813 года, был в боях при Лютцене и Бауцене; участвовал в сражении при Геллендорфе, а 17 августа — под Кульмом, где семёновцы потеряли в рукопашной схватке более 900 человек. «Не представляю о подвигах особенно отличившихся офицеров, — доносил генерал Ермолов, — надо было бы представить список всех». За отличие в этом сражении Пущин был награждён золотой шпагой с надписью «за храбрость» и орденом прусского Железного Креста. 4 октября Пущин был под Лейпцигом и, назначенный командиром батальона 19 октября, следовал за разбитыми войсками Наполеона во Францию.
В 1813 году был произведён в полковники; 18 марта 1814 года участвовал во взятии Парижа. Когда Пущину было всего 27 лет, 1 января 1816 года, он был назначен командиром Охотского пехотного полка, а через три месяца, 19 апреля, переведён на ту же должность в Нейшлотский пехотный полк, бывший в составе 6-го армейского корпуса генерала Сабанеева. Последний поручил полковнику Пущину обучать офицеров 6-го корпуса «фронтовой тактике» и писал про него Закревскому, в то время дежурному генералу Главного штаба: «Пущин — малый редкий, умный, честный, усердный — словом прекраснейший».
Произведён 1 мая 1818 года в генерал-майоры с назначением командовать 2-й бригадой 16-й пехотной дивизии, которой с 1820 года командовал М. Ф. Орлов. Пущин был на хорошем счету и у начальника штаба 2-й армии П. Д. Киселёва, отзывавшегося об нём, как о деятельном и полезном для службы офицере. В конце этого года несколько солдат Камчатского полка, бывшего в бригаде Пущина, подстрекаемые офицерами, состоявшими в Союзе благоденствия, произвели буйство и оказали неповиновение.
30 марта 1822 года Пущин был уволен в отставку «по болезни», но в связи с делом В. Ф. Раевского.
В 1826 году декабристы Комаров и Трубецкой указали, что Пущин «был членом Союзе благоденствия, но уклонился и не участвовал в тайных обществах, возникших с 1821 года» и это членство «Высочайше повелено оставить без внимания». Жил в своём имении селе Жадрицы Новоржевского уезда Псковской губернии (в 1816 году за имением числилось 99 душ).
В 1831 году он участвовал в качестве командира 2-й бригады 4-й пехотной дивизии, в подавлении Польского восстания, за что был награждён майоратом в Царстве Польском и произведён в генерал-лейтенанты.
П. С. Пущин был основателем и председателем Кишинёвской масонской ложи «Овидий» и был знаком с Пушкиным, который в 1821 году посвятил ему стихотворение «Генералу Пущину».
Последние годы жизни провел в Одессе, где и умер 23 июля 1865 года.

## Семья
В 1822 году в Одессе Пущин женился на дочери полковника Адольфа Владимировича Бриммера (1765—1842) и Катарины де Дофине Генриетте Адольфовне Бриммер (1794 — после 1853), в первом браке бывшей за майором Семёном Аркудинским (1760—1820) и имевшей трёх сыновей — Сергея, Льва и Константина;. Её сестра была третьей женой графа А. Ф. Ланжерона. В Одессе у Генриетты Адольфовны был дом на углу улиц Херсонской, 50 и Дворянской, 4. 

С свойствами дебелой натуры, — вспоминал Вигель, — была она сообщительна, весела, гостеприимна и нередко лучшее одесское общество собирала у себя на вечерах. Муж её принимал всех учтиво и весьма приличным образом играл роль хозяина. Никогда, бывало, ничего умного не услышишь от него; никогда ничего глупого он не скажет. Он был в числе тех людей, которых иногда называют, но о коих никогда не говорят— Вигель Ф. Ф. Записки. — М.: Круг, 1928. — Т. 2. — С. 298.

## Труды
Дневник Павла Пущина 1812—1814.